# Hensmania
Hensmania W.Fitzg. – rodzaj roślin należący do rodziny złotogłowowatych (Asphodelaceae), obejmujący trzy gatunki, występujące w południowo-zachodniej Australii.
Nazwa rodzaju została nadana na cześć Alfreda Hensmana, XIX-wiecznego parlamentarzysty australijskiego.

## Morfologia
Wieloletnie, rośliny zielne, kłączowe lub tworzące kępy i korzenie przybyszowe, osiągające 20 cm wysokości. Liście odziomkowe wieloletnie, okrągłe na przekroju, o średnicy ok. 3 mm, u nasady tworzące pochwy, zewnętrzne łuskowate. Pęd kwiatostanowy krótszy od liści, pokryty łuskowatymi, ostrymi liśćmi łodygowymi. Kwiaty zebrane w baldachopodobny, muszlowaty lub jajowaty kłos, wsparte suchymi, ostrymi i błoniastymi podsadkami. Okwiat promienisty, kremowy, sześciolistkowy. Listki w dolnej części zrośnięte w rurkę. Trzy pręciki o krótkich, grubych nitkach. Zalążnia górna, trójkomorowa, z dwoma zalążkami w każdej komorze. Szyjka słupka smukła, dłuższa od pręcików, zakończona małym znamieniem. Owocami są trójkątne, zielone torebki zawierające nerkowate, czarne i lśniące nasiona. 

## Systematyka
Rodzaj z podrodziny liliowcowych (Hemerocallidoideae) z rodziny złotogłowowatych (Asphodelaceae). 
Wykaz gatunków
- Hensmania chapmanii Keighery
- Hensmania stoniella Keighery
- Hensmania turbinata (Endl.) W.Fitzg.